# رالف كامينسكي
رافاي ستانيسلاف كامينسكي (بالبولندية: ˈrafaw kaˈmiɲskʲi) (من مواليد 8 نوفمبر 1990) والمعروف باسم رالف كامينسكي، هو مغني وكاتب أغاني بولندي، منتج، وعازف متعدد الآلات، غالبًا ما تميزت أعماله بالتجريب مع الأساليب الموسيقية، بما في ذلك موسيقى البوب البديلة وموسيقى الحجرة.
حصل على جائزتي فريدريك لعام 2022 بالإضافة إلى جائزة أفضل فنان بولندي في حفل توزيع جوائز أم تي في يورب ميوزك أورد لنفس العام.